# Notsetselo Magongo
Notsetselo Magongo, anche nota come Inkhosikati LaMagongo (1º marzo 1985), è la nona Inkhosikati (regina consorte) di eSwatini dal giugno 2002, come moglie di Mswati III.

## Biografia

### Giovinezza e matrimonio
Notsetselo Magongo è nata nel 1985, ha origini portoghesi attraverso ad antenati provenienti dal Mozambico ed è nipote di Mlobokazana Fakudze, capo di Mgazini.
Durante gli studi secondari si distinse per la sua disciplina e la sua attività atletica. Faceva parte della Student Christian Fellowship.
Ha sposato il re Mswati III nel giugno 2002. Risiede nel palazzo di Lozhito e la sua abitazione ufficiale è la residenza reale di Naleni.

### Impegni ufficiali
Assieme al marito ha preso parte alla cerimonia d'insediamento del presidente sudafricano Cyril Ramaphosa, nel 2019, oltre che a visite di Stato in Etiopia, Malaysia e Regno Unito.
Il 26 luglio 2013 si è recata in Giappone assieme alle Inkhosikati LaNganganza, LaNtentesa e LaNkambule, per partecipare a una riunione organizzata da Akie Matsuzaki, moglie del primo ministro Shinzō Abe, per discutere sulla prevenzione dell'AIDS.

## Discendenza
Notsetselo Magongo e Mswati III di eSwatini hanno un figlio:
- Principe Mcwasho Dlamini (22 luglio 2002).[2][6]

## Titoli e trattamento
- giugno 2002 - attuale: Sua Altezza Reale, l'Inkhosikati LaMagongo